# Прапор Любара

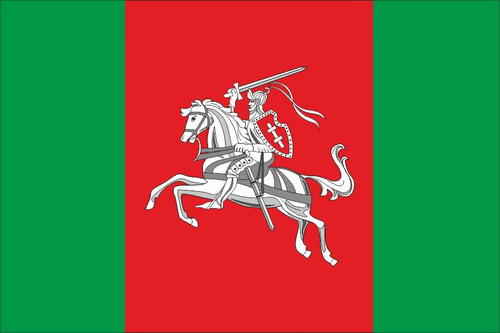
Сучасний прапор Любара

Прапор Любара затверджений 2 серпня 2000 р. XIV сесію селищної ради XXIII скликання.

## Опис прапора
Прямокутне полотнище з співвідношенням сторін 1:1. На червоному тлі зображений білий герб «Погоня». Полотнище зліва і справа має зелену облямівку шириною 1/8 від ширини хоругви.
Автор — В. Ільїнський.